# Озенбашская волость
Озенба́шская во́лость — административно-территориальная единица в составе Симферопольского уезда Таврической губернии, образована в 1829 году в во время реформы волостного деления — разукрупнения первоначальных волостей из части горных деревень Махульдурской волости, расположенных в верховьях Качи и Бельбека с притоками: Стилей и Коккозкой. Только в деревне Бия-Сале со времён князя Потёмкина жило христианское население, в остальных — крымские татары. Волость просуществовала всего 9 лет, до образования в 1838 году Ялтинского уезда, в Богатырскую волость которого были переданы деревни.